# Archiepiskopie západoevropských farností ruské tradice

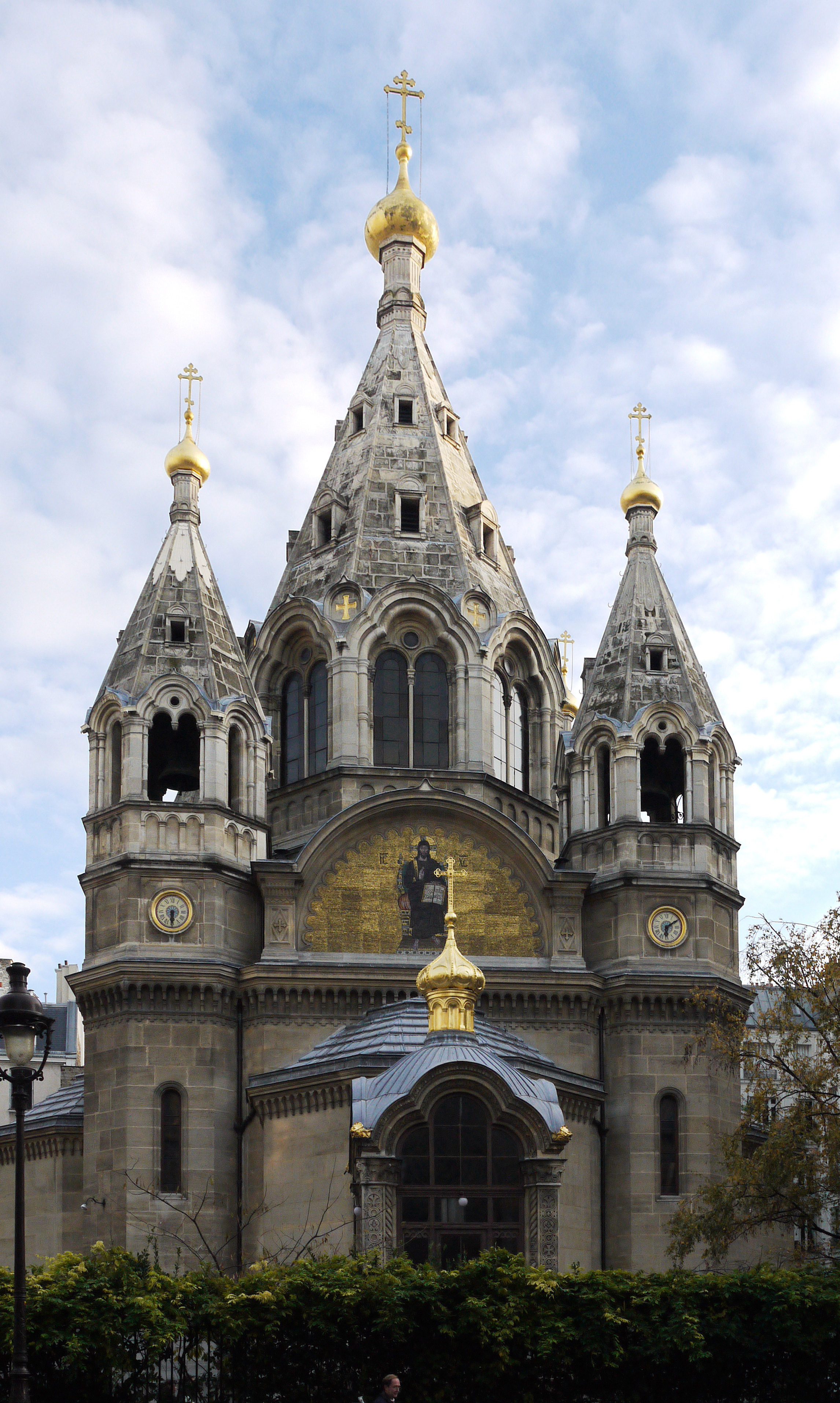
Katedrální chrám sv. Alexandra Něvského v Paříži

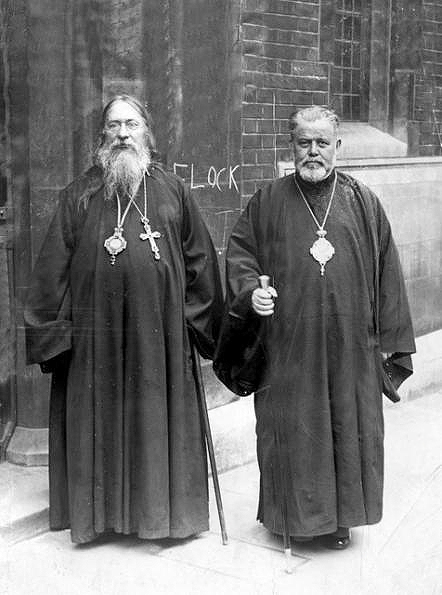
Metropolitové Jevlogij (Georgijevskij) a German (Strinopulos). Londýn rok 1932

Archiepiskopie západoevropských farností ruské tradice (francouzsky Archevêché des églises orthodoxes russes en Europe occidentale, rusky Архиепископия православных русских церквей в Западной Европе) je diecéze se zvláštním statusem ve složení Ruské pravoslavné církve, se sídlem v Paříži, s farnostmi po celé Evropě, hlavně ve Francii. Exarchát je někdy též označován jako Rue Daru podle ulice v Paříži kde se nachází jeho katedrála.
Snad nejvýznamnější instituce exarchátu je Pravoslavný teologický ústav svatého Sergeje, založený roku 1925 metropolitou Evlogiem, a byl domovem několika známých pravoslavných teologů a spisovatelů 20. století, včetně Georgije Florovskeho, Alexandra Schmemanna a Jana Meyendorffa (avšak ne Vladimíra Losského, který na ústavu přednášel, nebyl však členem exarchátu, a zůstal při Moskevském patriarchátu).

## Historie
Exarchát má svůj původ v letech těsně po nástupu Bolševické revoluce roku 1917, kdy ruští pravoslavní křesťané se sídlem mimo Rusko, a ti kteří uprchli z komunistického režimu, se ocitli v obtížné situaci. Konkrétněji, exarchát lze vysledovat v biskupské službě metropolity Jevlogije Georgijevského z Francie, který byl roku 1921 pověřen sv. Tichonem patriarchou moskevským do čela "Prozatímní správy ruských farností v západní Evropě".
Během roku 1920 drtivá většina ruských pravoslavných věřících v zahraničí, byli spojeni opozicí vůči sovětské vládě, byli příslušníky Ruské pravoslavné církve v zahraničí, v jejíž synodu byl Jevlogij. Roku 1927 se Jevlogij rozešel s Ruskou pravoslavnou církví v zahraničí (spolu s metropolitou Platonem Rožděstvenským z New Yorku, vůdcem Ruské metropole v Americe) a následně byl jimi odsouzen kvůli rozdělení Ruské emigrantské komunity v západní Evropě.
Roku 1928 Sergij byl zástupcem Moskevského patriarchátu, po němž požadovali prohlášení loajality vůči sovětskému režimu, propozice kterou Jevlogij zpočátku podporoval, ale později zavrhl. Roku 1930 po modlitbě v Londýně za křesťany trpící pod Sověty, byl metropolitou Sergiem, Jevlogij odvolán z funkce a nahrazen. Většina Jevlogijových farností zůstal k němu loajální, nicméně byli proti sovětské vládě. Jevlogij pak požádal ekumenického patriarchu Fotia II., aby patřily pod jeho kanonickou péči. On a jeho společenství byli přijati roku 1931 a byl založen exarchát Ekumenického patriarchátu.
Roku 1945, krátce před svou smrtí, vedl Jevlogij exarchát k návratu do Moskevského patriarchátu. Nicméně po jeho smrti přešlo velký počet farností do Konstantinopolského patriarchátu.
Exarchát byl uzavřen patriarchou Athenagorasem I. před dopisem ze dne 22. listopadu 1965, s jednáním zastupitelstva z 16. – 18. února, berouce v úvahu, že tato etnická struktura už není nutná, vzhledem k integraci imigrantů předcházejících generací.
Exarchát byl uzavřen do 22. ledna 1971, kdy jej stejný patriarcha Athenagoras I. obnovil, ale s vnitřní autonomní organizací. Tento status byl dne 19. června 1999 požehnán patriarchou Bartolomějem I., a uznal její plnou autonomii arcidiecéze ve správních, pastoračních a materiálních podmínkách.

## Exarchové
- Jevlogij (Georgijevskij) (1921–1946)
- Vladimir (Tichonickij) (1946–1959)
- Georgij (Tarasov) (1960–1981)
- Georgij (Wagner) (1981–1993)
- Sergej (Konovalov) (1993–2003)
- Gabriel (de Vylder) (2003–2013)
- Hiob (Geča) (2013–2015)
- Jean (Renneteau) (2016–)

## Správní rozdělení
- Děkanát Île de France
- Děkanát západní Francie
- Děkanát centrální Francie
- Děkanát východní Francie
- Děkanát jihovýchodní Francie
- Děkanát jihozápadní Francie
- Děkanát jihozápadní Francie
- Vikariát Velké Británie a Irska
- Vikariát Itálie
- Vikariát Holandska
- Děkanát Německa
- Děkanát Belgie
- Děkanát Španělska
- Děkanát Skandinávie